# (Dichlormethyl)methylether
(Dichlormethyl)methylether ist eine chemische Verbindung aus der Gruppe der Ether und organischen Chlorverbindungen.

## Eigenschaften
(Dichlormethyl)methylether ist ein entzündliche farblose Flüssigkeit mit stechendem Geruch, welche sich in Wasser zersetzt. Ihre wässrige Lösung reagiert sauer.

## Verwendung
(Dichlormethyl)methylether wird zur Formylierung von aromatischen Verbindungen (Rieche-Formylierung) und als Chlorierungsmittel bei der Bildung von Acylchloriden verwendet.

## Sicherheitshinweise
Die Dämpfe von (Dichlormethyl)methylether können mit Luft ein explosionsfähiges Gemisch (Flammpunkt 42 °C) bilden.